# Friedrich-Christian Stahl
Friedrich-Christian Stahl (* 28. Oktober 1918 in Berlin; † 28. Dezember 2010 in Gundelfingen) war ein deutscher Offizier und Archivar.

## Leben
Der Sohn Friedrich Stahls wurde 1938 Offiziersanwärter des Heeres. Während der Teilnahme am Zweiten Weltkrieg erhielt er am 24. Juni 1940 das Eiserne Kreuz II. Klasse, am 2. August 1941 das Eiserne Kreuz I. Klasse, am 20. Dezember 1943 den kroatischen Zvonimir-Orden III. Klasse mit Eichenlaub, am 26. Februar 1944 das Verwundetenabzeichen in Schwarz und am 2. Mai 1945 das Verwundetenabzeichen in Silber. Nach amerikanischer Kriegsgefangenschaft studierte er in Hamburg Geschichte, Philosophie und Völkerrecht. Er war wissenschaftlicher Assistent der Verteidigung im Manstein-Prozess.
Nach der Promotion am 16. Oktober 1953 zum Dr. phil. an der Universität Hamburg bekam er eine Dozentenstelle am Berufspädagogischen Institut. 1955 trat er in die Bundeswehr ein (Hilfsreferent im Bundesministerium der Verteidigung). 1958 wurde er Referatsleiter für Militärgeschichtliche Forschung. 1961 wurde er Abteilungsleiter am Militärgeschichtlichen Forschungsamt. 1965 wurde er mit der Wahrnehmung der Amtsinteressen bei den interministeriellen Verhandlungen zur Zusammenfassung des militärischen Archivguts von 1867 bis in die Gegenwart beauftragt. Von 1967 bis 1980 war er erster Amtsleiter der neu eingerichteten Abteilung Militärarchiv des Bundesarchivs.

## Schriften (Auswahl)
- Botschafter Graf Wolff Metternich und die deutsch-englischen Beziehungen. Hamburg 1951, OCLC 156933463.
- Hg.: Friedrich von Boetticher: Schlieffen. Viel leisten, wenig hervortreten – mehr sein als scheinen. Göttingen 1973, ISBN 3-7881-0007-9.